# Хайнрих Брюнинг
Хайнрих Брюнинг (на немски: Heinrich Brüning) е германски политик по време на Ваймарската република.

## Биография
Роден е на 26 ноември 1885 година в Мюнстер, Прусия. Той е канцлер на Германия от 1930 до 1932 г., което прави неговия мандат най-дългия през Ваймарската република. Заема още длъжностите външен и финансов министър.
Напуска Германия през 1934 г. След престой във Великобритания се установява в САЩ, където става професор по политология в Харвардския университет от 1935 г.
От 1951 г. преподава в Кьолнския университет, където се пенсионира след 2 години. Завръща се в САЩ през 1955 г. и довършва своите „Мемоари. 1918 – 1934 г.“, издадени едва след смъртта му.
Умира на 30 март 1970 година в Норуич на 84-годишна възраст.